# Playoffs NBA 2002
Navigation
Édition précédente Édition suivante
Les playoffs NBA 2002 sont les séries éliminatoires (en anglais, playoffs) de la saison NBA 2001-2002.
Les Lakers de Los Angeles battent en finale les New Jersey Nets.
Ces play-offs sont connus grâce à la série qui oppose les Lakers de Los Angeles aux Kings de Sacramento, pouvant être considérée comme la finale avant la finale du fait de l'intensité et du suspense proposé. Cette série donne lieu à 7 matchs de forte intensité. On retient notamment le game 4 où, après une action mal gérée alors qu'il reste quelques secondes à jouer à Los Angeles et que le score est de 99 à 97 pour les Kings, la balle arrive dans les mains de Robert Horry qui marque 3 point au moment où la sirène retentit.
Lors de cette série, une bagarre éclate entre Christie et Fox sur le terrain, puis dans les coulisses.

## Classements de la saison régulière
| Champion de division | Qualifié pour les playoffs | Non qualifié pour les playoffs |

| Conférence Est | Conférence Est         | Conférence Est | Conférence Est | Conférence Est |
| No             | Franchise              | Vic.           | Déf.           | PCT            |
| -------------- | ---------------------- | -------------- | -------------- | -------------- |
| 1              | Nets du New Jersey     | 52             | 30             | 63.4           |
| 2              | Pistons de Détroit     | 50             | 32             | 61.0           |
| 3              | Celtics de Boston      | 49             | 33             | 59.8           |
| 4              | Hornets de Charlotte   | 44             | 38             | 53.7           |
| 5              | Magic d'Orlando        | 44             | 38             | 53.7           |
| 6              | 76ers de Philadelphie  | 43             | 39             | 52.4           |
| 7              | Raptors de Toronto     | 42             | 40             | 51.2           |
| 8              | Pacers de l'Indiana    | 42             | 40             | 51.2           |
|                |                        |                |                |                |
| 9              | Bucks de Milwaukee     | 41             | 41             | 50.0           |
| 10             | Wizards de Washington  | 37             | 45             | 45.1           |
| 11             | Heat de Miami          | 36             | 46             | 43.9           |
| 12             | Hawks d'Atlanta        | 33             | 49             | 40.2           |
| 13             | Knicks de New York     | 30             | 52             | 36.6           |
| 14             | Cavaliers de Cleveland | 29             | 53             | 35.4           |
| 15             | Bulls de Chicago       | 21             | 61             | 25.6           |

| Conférence Ouest | Conférence Ouest          | Conférence Ouest | Conférence Ouest | Conférence Ouest |
| No               | Franchise                 | Vic.             | Déf.             | PCT              |
| ---------------- | ------------------------- | ---------------- | ---------------- | ---------------- |
| 1                | Kings de Sacramento       | 61               | 21               | 74.4             |
| 2                | Spurs de San Antonio      | 58               | 24               | 70.7             |
| 3                | Lakers de Los Angeles C   | 58               | 24               | 70.7             |
| 4                | Mavericks de Dallas       | 57               | 25               | 69.5             |
| 5                | Timberwolves du Minnesota | 50               | 32               | 61.0             |
| 6                | Trail Blazers de Portland | 49               | 33               | 59.8             |
| 7                | SuperSonics de Seattle    | 45               | 37               | 54.9             |
| 8                | Jazz de l'Utah            | 44               | 38               | 53.7             |
|                  |                           |                  |                  |                  |
| 9                | Clippers de Los Angeles   | 39               | 43               | 47.6             |
| 10               | Suns de Phoenix           | 36               | 46               | 43.9             |
| 11               | Rockets de Houston        | 28               | 54               | 34.1             |
| 12               | Nuggets de Denver         | 27               | 55               | 32.9             |
| 13               | Grizzlies de Memphis      | 23               | 59               | 28.0             |
| 14               | Warriors de Golden State  | 21               | 61               | 25.6             |

C - Champions NBA

## Fonctionnement
Au premier tour, l'équipe classée numéro 1 affronte l'équipe classée numéro 8, la numéro 2 la 7, la 3 la 6 et la 4 la 5. En demi-finale de conférence, l'équipe vainqueur de la série entre la numéro 1 et la numéro 8 rencontre l'équipe vainqueur de la série entre la numéro 4 et la numéro 5, et l'équipe vainqueur de la série entre la numéro 2 et la numéro 7 rencontre l'équipe vainqueur de la série entre la numéro 3 et la numéro 6. Les vainqueurs des demi-finales de conférence s'affrontent en finale de conférence. Les deux équipes ayant remporté la finale de leur conférence respective (Est ou Ouest) sont nommées championnes de conférence et se rencontrent ensuite pour une série déterminant le champion NBA.
Chaque série de playoffs se déroule au meilleur des 7 matches, sauf le premier tour qui se joue au meilleur des 5 matches.

## Tableau
|  | 1er tour         | 1er tour                  | 1er tour              |   |                       | Demi-finales de Conférence | Demi-finales de Conférence | Demi-finales de Conférence |  |   | Finales de Conférence | Finales de Conférence | Finales de Conférence |  |    | Finales NBA        | Finales NBA | Finales NBA |
|  |                  |                           |                       |   |                       |                            |                            |                            |  |   |                       |                       |                       |  |    |                    |             |             |
|  | 1                | Nets du New Jersey        | 3                     |   |                       |                            |                            |                            |  |   |                       |                       |                       |  |    |                    |             |             |
|  | 8                | Pacers de l'Indiana       | 2                     |   |                       |                            |                            |                            |  |   |                       |                       |                       |  |    |                    |             |             |
|  | 8                | Pacers de l'Indiana       | 2                     |   | 1                     | Nets du New Jersey         | 4                          |                            |  |   |                       |                       |                       |  |    |                    |             |             |
|  |                  |                           |                       |   | 1                     | Nets du New Jersey         | 4                          |                            |  |   |                       |                       |                       |  |    |                    |             |             |
|  |                  | 4                         | Hornets de Charlotte  | 1 |                       |                            |                            |                            |  |   |                       |                       |                       |  |    |                    |             |             |
|  | 4                | 4                         | Hornets de Charlotte  | 1 | Hornets de Charlotte  | 3                          |                            |                            |  |   |                       |                       |                       |  |    |                    |             |             |
|  | 4                |                           |                       |   | Hornets de Charlotte  | 3                          |                            |                            |  |   |                       |                       |                       |  |    |                    |             |             |
|  | 5                | Magic d'Orlando           | 1                     |   |                       |                            |                            |                            |  |   |                       |                       |                       |  |    |                    |             |             |
|  | 5                | Magic d'Orlando           | 1                     |   |                       |                            |                            |                            |  | 1 | Nets du New Jersey    | 4                     |                       |  |    |                    |             |             |
|  | Conférence Est   |                           |                       |   |                       |                            |                            |                            |  | 1 | Nets du New Jersey    | 4                     |                       |  |    |                    |             |             |
|  |                  | 3                         | Celtics de Boston     | 2 |                       |                            |                            |                            |  |   |                       |                       |                       |  |    |                    |             |             |
|  | 3                | 3                         | Celtics de Boston     | 2 | Celtics de Boston     | 3                          |                            |                            |  |   |                       |                       |                       |  |    |                    |             |             |
|  | 3                |                           |                       |   | Celtics de Boston     | 3                          |                            |                            |  |   |                       |                       |                       |  |    |                    |             |             |
|  | 6                | 76ers de Philadelphie     | 2                     |   |                       |                            |                            |                            |  |   |                       |                       |                       |  |    |                    |             |             |
|  | 6                | 76ers de Philadelphie     | 2                     |   | 3                     | Celtics de Boston          | 4                          |                            |  |   |                       |                       |                       |  |    |                    |             |             |
|  |                  |                           |                       |   | 3                     | Celtics de Boston          | 4                          |                            |  |   |                       |                       |                       |  |    |                    |             |             |
|  |                  | 2                         | Pistons de Détroit    | 1 |                       |                            |                            |                            |  |   |                       |                       |                       |  |    |                    |             |             |
|  | 2                | 2                         | Pistons de Détroit    | 1 | Pistons de Détroit    | 3                          |                            |                            |  |   |                       |                       |                       |  |    |                    |             |             |
|  | 2                |                           |                       |   | Pistons de Détroit    | 3                          |                            |                            |  |   |                       |                       |                       |  |    |                    |             |             |
|  | 7                | Raptors de Toronto        | 2                     |   |                       |                            |                            |                            |  |   |                       |                       |                       |  |    |                    |             |             |
|  | 7                | Raptors de Toronto        | 2                     |   |                       |                            |                            |                            |  |   |                       |                       |                       |  | E1 | Nets du New Jersey | 0           |             |
|  |                  |                           |                       |   |                       |                            |                            |                            |  |   |                       |                       |                       |  | E1 | Nets du New Jersey | 0           |             |
|  |                  | W3                        | Lakers de Los Angeles | 4 |                       |                            |                            |                            |  |   |                       |                       |                       |  |    |                    |             |             |
|  | 1                | W3                        | Lakers de Los Angeles | 4 | Kings de Sacramento   | 3                          |                            |                            |  |   |                       |                       |                       |  |    |                    |             |             |
|  | 1                |                           |                       |   | Kings de Sacramento   | 3                          |                            |                            |  |   |                       |                       |                       |  |    |                    |             |             |
|  | 8                | Jazz de l'Utah            | 1                     |   |                       |                            |                            |                            |  |   |                       |                       |                       |  |    |                    |             |             |
|  | 8                | Jazz de l'Utah            | 1                     |   | 1                     | Kings de Sacramento        | 4                          |                            |  |   |                       |                       |                       |  |    |                    |             |             |
|  |                  |                           |                       |   | 1                     | Kings de Sacramento        | 4                          |                            |  |   |                       |                       |                       |  |    |                    |             |             |
|  |                  | 4                         | Mavericks de Dallas   | 1 |                       |                            |                            |                            |  |   |                       |                       |                       |  |    |                    |             |             |
|  | 4                | 4                         | Mavericks de Dallas   | 1 | Mavericks de Dallas   | 3                          |                            |                            |  |   |                       |                       |                       |  |    |                    |             |             |
|  | 4                |                           |                       |   | Mavericks de Dallas   | 3                          |                            |                            |  |   |                       |                       |                       |  |    |                    |             |             |
|  | 5                | Timberwolves du Minnesota | 0                     |   |                       |                            |                            |                            |  |   |                       |                       |                       |  |    |                    |             |             |
|  | 5                | Timberwolves du Minnesota | 0                     |   |                       |                            |                            |                            |  | 1 | Kings de Sacramento   | 3                     |                       |  |    |                    |             |             |
|  | Conférence Ouest |                           |                       |   |                       |                            |                            |                            |  | 1 | Kings de Sacramento   | 3                     |                       |  |    |                    |             |             |
|  |                  | 3                         | Lakers de Los Angeles | 4 |                       |                            |                            |                            |  |   |                       |                       |                       |  |    |                    |             |             |
|  | 3                | 3                         | Lakers de Los Angeles | 4 | Lakers de Los Angeles | 3                          |                            |                            |  |   |                       |                       |                       |  |    |                    |             |             |
|  | 3                |                           |                       |   | Lakers de Los Angeles | 3                          |                            |                            |  |   |                       |                       |                       |  |    |                    |             |             |
|  | 6                | Trail Blazers de Portland | 0                     |   |                       |                            |                            |                            |  |   |                       |                       |                       |  |    |                    |             |             |
|  | 6                | Trail Blazers de Portland | 0                     |   | 3                     | Lakers de Los Angeles      | 4                          |                            |  |   |                       |                       |                       |  |    |                    |             |             |
|  |                  |                           |                       |   | 3                     | Lakers de Los Angeles      | 4                          |                            |  |   |                       |                       |                       |  |    |                    |             |             |
|  |                  | 2                         | Spurs de San Antonio  | 1 |                       |                            |                            |                            |  |   |                       |                       |                       |  |    |                    |             |             |
|  | 2                | 2                         | Spurs de San Antonio  | 1 | Spurs de San Antonio  | 3                          |                            |                            |  |   |                       |                       |                       |  |    |                    |             |             |
|  | 2                |                           |                       |   | Spurs de San Antonio  | 3                          |                            |                            |  |   |                       |                       |                       |  |    |                    |             |             |
|  | 7                | SuperSonics de Seattle    | 2                     |   |                       |                            |                            |                            |  |   |                       |                       |                       |  |    |                    |             |             |